# Komárenská župa (Československo)
Komárenská župa (slovensky Komárňanská župa) byla jedna ze žup, jednotek územní správy na Slovensku v rámci prvorepublikového Československa. Byla vytvořena při vzniku Československa převážně vydělením z uherské Komárenské župy. Existovala v letech 1918–1922, měla rozlohu 1 993 km² a jejím správním centrem bylo Komárno, které však nebylo její součástí a tvořilo samostatné město na úrovni župy.

## Historický vývoj
Po vyhlášení Martinské deklarace dne 30. října 1918, kterou se Slovensko vydělilo z Uherska a přičlenilo k nově vzniklému Československu, zůstalo slovenské území dočasně rozdělené na administrativní celky vytvořené Uherskem. Jedním z těchto celků byla Komárenská župa, která vznikla vydělením slovenských území severně od Dunaje z původní uherské Komárenské župy. Protože slovenské části okolních uherských žup, Rábské a Ostřihomské, byly poměrně malé, byla tato území na začátku roku 1919 přičleněna právě k župě Komárenské. V čele župy stál vládou jmenovaný župan, který disponoval všemi pravomocemi, zatímco samosprávná funkce župy byla potlačena.
Sídlo župy se nacházelo v Komárně. Samotné město však součástí Komárenské župy nebylo, coby město s municipálním právem tvořilo samostatnou územněsprávní jednotku na úrovni župy.
Komárenská župa existovala do 31. prosince 1922. K 1. lednu 1923 bylo na Slovensku vytvořeno nové župní zřízení, které bylo původně plánované pro celé Československo, nicméně realizováno bylo pouze právě na Slovensku.

## Geografie
Komárenská župa se nacházela na jižním Slovensku, na severním břehu Dunaje, který tvořil státní hranici s Maďarskem. Na severozápadě hraničila s Bratislavskou župou, na severu se župami Nitranskou a Tekovskou a na východě s Hontskou župou.

## Administrativní členění
V roce 1919 se Komárenská župa členila na tři slúžňovské okresy: Parkan, Udvarský a Žitnoostrovský. Město Komárno nebylo součástí Komárenské župy.